# Ултравиолетова катастрофа
Ултравиолетова катастрофа е термин във физиката, описващ следния парадокс: според формулите на класическата физика се оказва, че пълната мощност на топлинното излъчване на всяко нагрято тяло става безкрайна при големи честоти (малки дължини на вълната). Названието произтича от класическия закон на Релей-Джинс, в който спектралната плътност на топлинното излъчване е обратно пропорционална на дължината на вълната и при малки дължини (към виолетовата част на видимия спектър) трябва да нараства неограничено.
Всъщност този парадокс показва ако не вътрешната противоречивост на класическата физика, то поне огромно (абсурдно) разминаване между наблюденията и експериментите от една страна и математическото им описание от друга.
Поради това разминаване с експерименталните наблюдения в края на XIX век възникват големи трудности при описанието на фотометричните характеристики на телата.
Проблемът е решен от Макс Планк през 1900 г. с помощта на квантовата теория на излъчване.